# Hale Mirowskie w Warszawie
Hale Mirowskie – dwie bliźniacze hale targowe znajdujące się na warszawskim Mirowie, przy placu Mirowskim 1 (hala zachodnia) oraz placu Żelaznej Bramy 1 (hala wschodnia).

## Historia
Zespół przy placu Mirowskim był pierwszym kompleksem hal targowych wzniesionym w Warszawie na przełomie XIX i XX wieku. Hale umożliwiały m.in. lepszą organizację handlu i podniesienie warunków higienicznych sprzedaży dzięki przeniesieniu jej z otwartej przestrzeni do zamkniętych pomieszczeń.
Hale Mirowskie wybudowano w latach 1899–1902 w miejscu części rozebranych Koszar Mirowskich, pod które kamień węgielny położono 15 października 1899 roku. Ich nazwa, przejęta od nazwy koszar, pochodzi od nazwiska Wilhelma Miera. Projektantami hal byli: Bolesław Miłkowski (konstrukcja), Ludwik Panczakiewicz (elewacje) oraz Apoloniusz Nieniewski i Władysław Kozłowski (oprawa architektoniczna). Były to dwa budynki o długości 95,4 m i szerokości 42,8 m. Metalowe konstrukcje hal wykonała warszawska spółka K. Rudzki i S-ka. Nad wejściami umieszczono cynkowe kartusze z warszawską Syreną. Koszt budowy hal wyniósł 1,4 mln rubli.
Właścicielem hal było miasto, wydzierżawiając stragany i sklepy indywidualnym przedsiębiorcom. Wydzielono w nich 515 stanowisk handlowych. W halach sprzedawano produkty spożywcze oraz przedmioty związane z gospodarstwem domowym. Stragany rozmieszczano według rodzajów sprzedawanych produktów.
Przed wybuchem II wojny światowej w 1939 w halach działało ok. 900 punktów sprzedaży detalicznej. Do zniszczenia w 1944 były największym w Warszawie obiektem handlowym. Obok znajdowały się także dwa inne skupiska handlu detalicznego: Gościnny Dwór oraz Bazar Janasza. Handlowano także na ulicach sąsiadujących z placem Mirowskim i placem Żelaznej Bramy. Cały ten obszar był żartobliwie nazywany „brzuchem Warszawy”.
W czasie obrony Warszawy we wrześniu 1939 do jednej z hal ewakuowano Szpital św. Ducha. W 1940 roku hale znalazły się przy granicy nowo utworzonego getta. W maju 1941 działało w nich 1641 stoisk, więcej niż przed wojną. Budynki silnie ucierpiały podczas powstania warszawskiego. 1 sierpnia 1944 doszło do walk o wschodnią halę, w której znajdowały się niemieckie warsztaty samochodowe. 5 i 6 sierpnia, podczas ataku wojsk niemieckich w kierunku placu Piłsudskiego i towarzyszących mu bombardowań lotniczych, obydwie hale zostały spalone. Zostały zdobyte po ciężkich walkach 6 sierpnia po południu przez oddziały Oskara Dirlewangera. Okolicznych mieszkańców spędzono do rozbierania barykad, a następnie zamordowano. Ich zwłoki zostały następnie spalone przez Verbrennungskommando Warschau. 7 sierpnia powstańcy podjęli udaną próbę uwolnienia grupy osób przetrzymywanych w halach. Polacy jeszcze dwukrotnie podejmowali próby odbicia hal: 13 sierpnia oraz w nocy z 30 na 31 sierpnia 1944.
Po wojnie początkowo nie planowano odbudowy okolic placu Żelaznej Bramy i Hal Mirowskich. Planowano wyburzyć pozostałości budynków i urządzić na ich miejscu park. Odstąpiono jednak od tego planu i wypalone hale zostały odbudowane. Obok hal powstało targowisko, na których w 2024 prowadziło działalność handlową ok. 150 przedsiębiorców.

## Opis
Hala zachodnia (Mirowska) – po odbudowie według projektu Zbigniewa Pawlaka od listopada 1962 ponownie zaczęła pełnić funkcje handlowe. Dla powiększenia powierzchni handlowej w latach 60. XX wieku do zachodniej fasady hali dodano modernistyczną betonowo-szklaną nadbudowę na poziomie górnej kondygnacji. Od 1974 użytkownikiem hali jest „Społem” WSS Śródmieście, która przejęła w 1997 zakupiony budynek wraz z przyległym terenem przekazanym jej w wieczyste użytkowanie. W latach 50. na zachodniej ścianie Hali Mirowskiej umieszczono tablicę Tchorka upamiętniającą masakrę ludności cywilnej z sierpnia 1944. W 2011 została wyremontowana, lecz podczas remontu zachowano ślady po kulach i innych zniszczeniach wojennych, do dziś widoczne na elewacji budynku.
Hala wschodnia (Gwardii) – po odbudowie w 1948 halę na krótko zaadaptowano na tymczasową zajezdnię autobusów miejskich. Garażowały tam zakupione we Francji autobusy Chausson. W 1953 hala została przekazana Milicyjnemu Klubowi Sportowemu „Gwardia” (stąd jej zwyczajowa nazwa). W 1953 w hali odbyły się X Mistrzostwa Europy w Boksie. Na środku hali ustawiono ring oraz trybuny na 5300 widzów. W 1959 odbyły się tam Mistrzostwa Świata w Podnoszeniu Ciężarów. W hali odbywały się również turnieje szermiercze i koszykarskie oraz mecze tenisowe. Po 1989, podobnie jak hala zachodnia, pełniła funkcje handlowe (m.in. mieścił się tam sklep MarcPol), a niewielką część zajmowała sekcja bokserska WKS „Gwardia”. W 2017 po przeprowadzonym remoncie wnętrz w budynku uruchomiono targ z żywnością lokalną i ekologiczną, lokale gastronomiczne i sklepy. Powstało tam również Muzeum Boksu im. Feliksa Stamma. Właścicielem hali jest miasto. Trwa proces wyłaniania przez miasto partnera, który wykona remont i będzie odpowiedzialny za zarządzanie budynkiem w formie partnerstwa publiczno-prywatnego.

## W kulturze masowej
- W 1959 w Hali Gwardii kręcono zdjęcia do filmu Niewinni czarodzieje w reżyserii Andrzeja Wajdy[35].

## Galeria

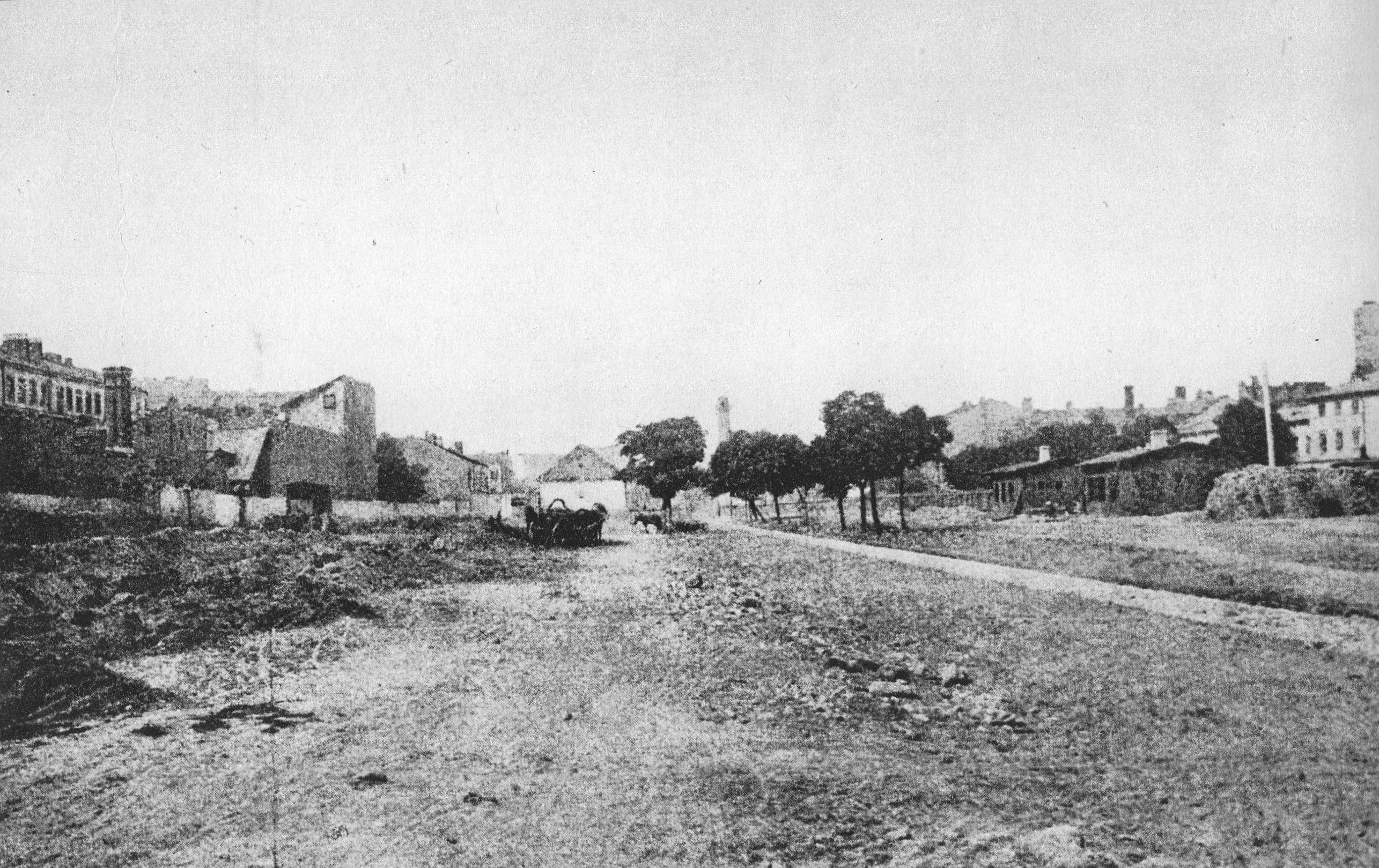
Miejsce po rozebranych wschodnich budynkach Koszar Mirowskich przygotowane pod budowę hal, 1898
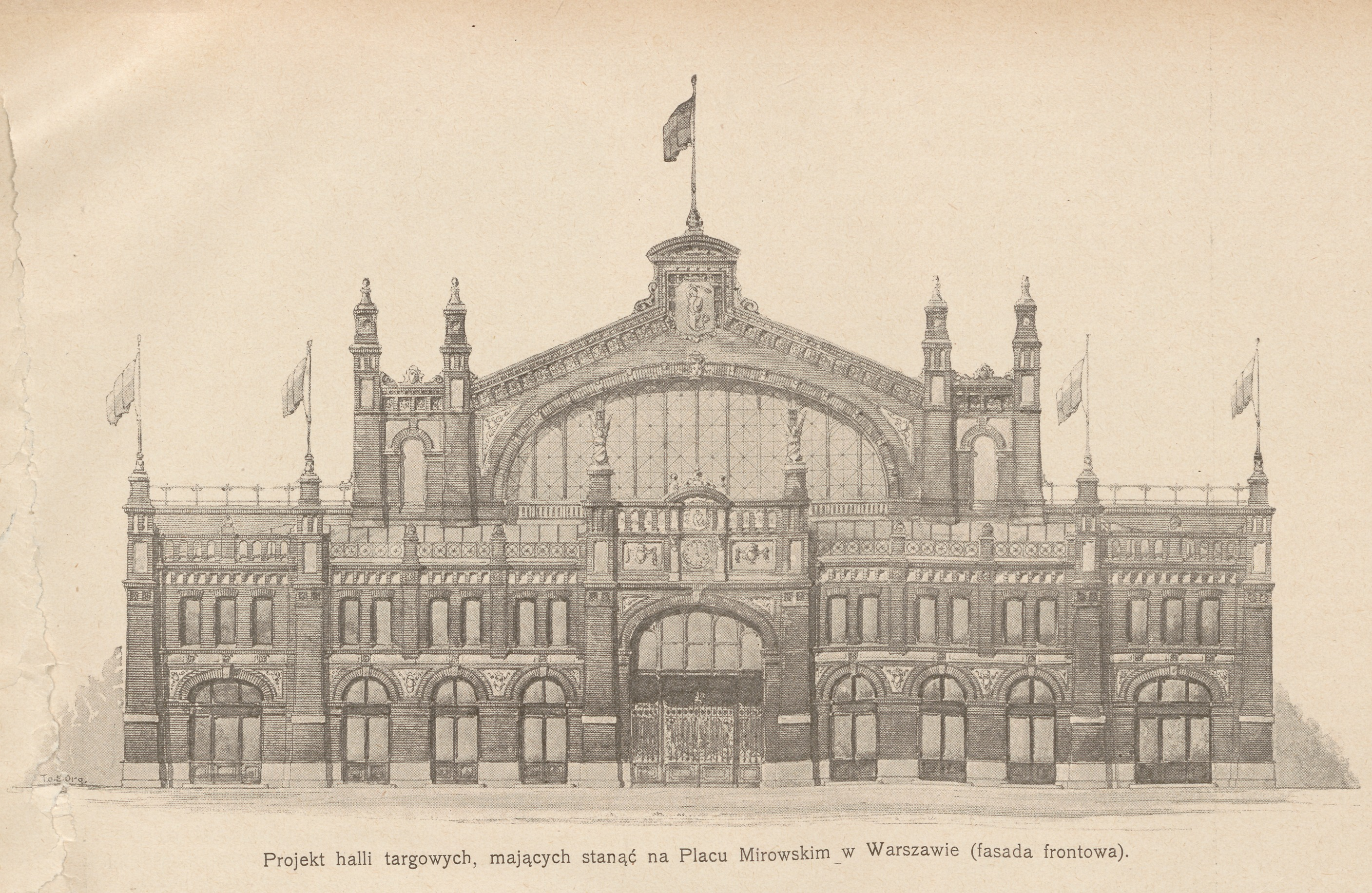
Projekt hali z 1899, fasada frontowa
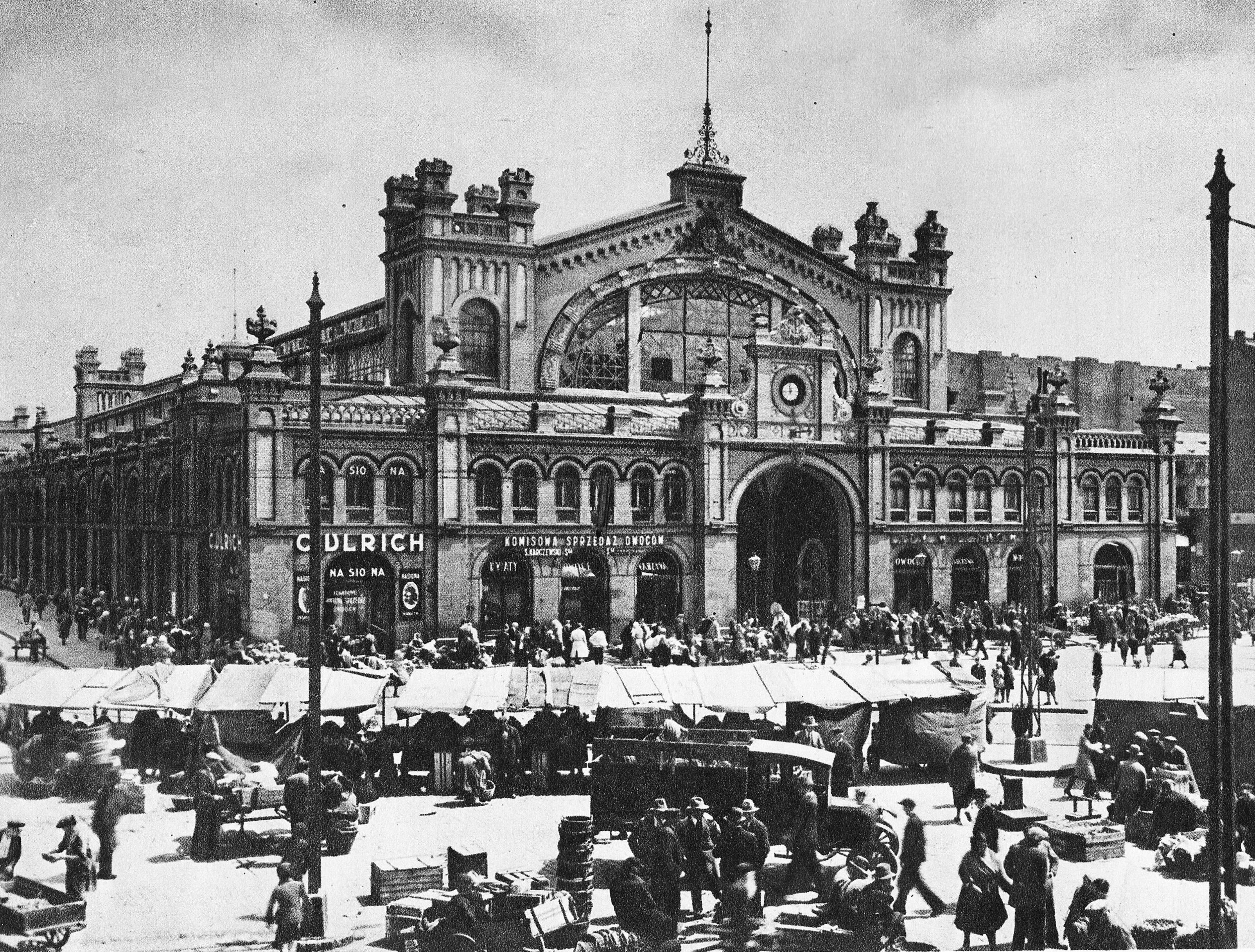
Hala Mirowska w 1932
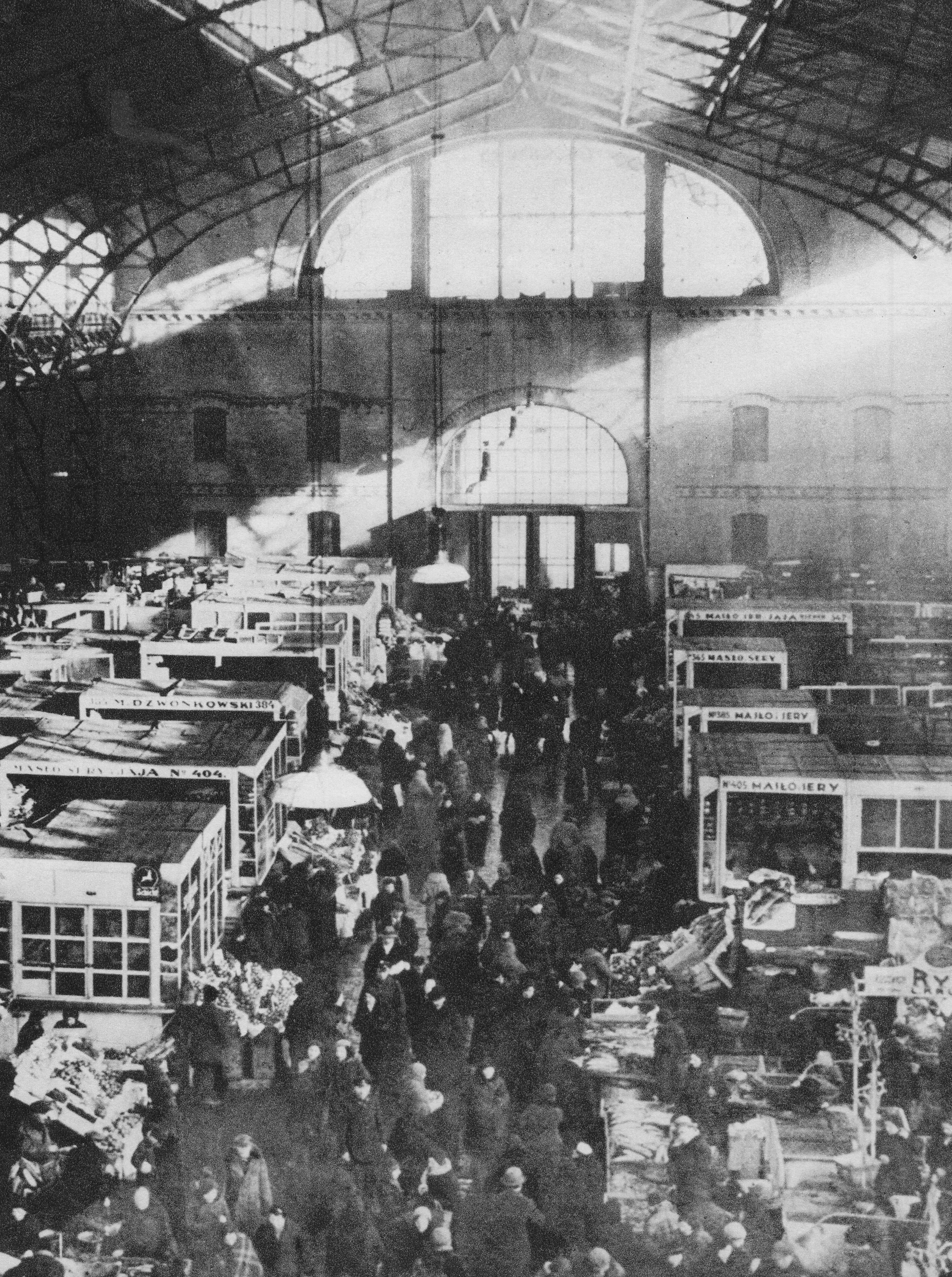
Wnętrze hali w okresie międzywojennym
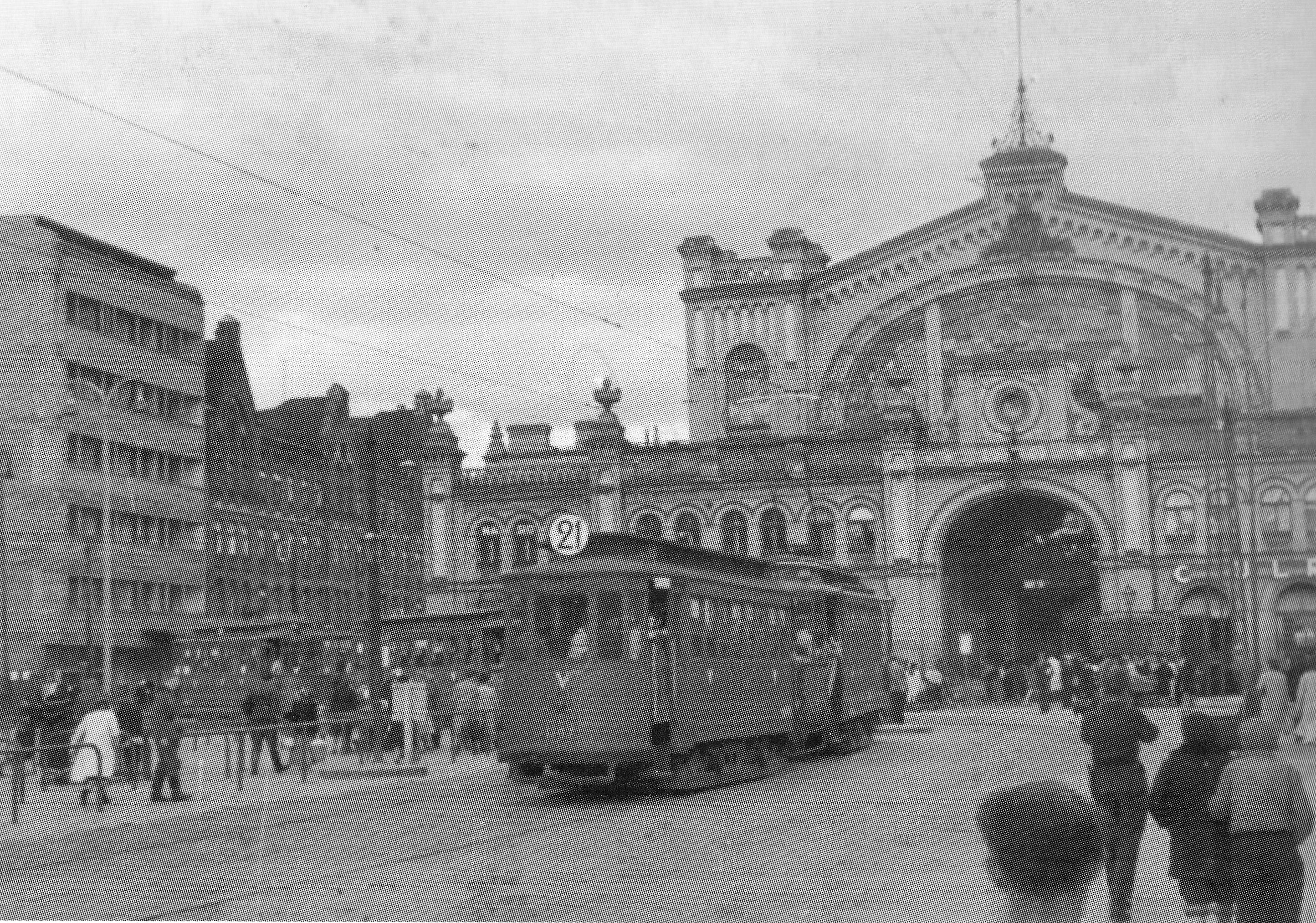
Hala Mirowska w okresie okupacji niemieckiej. Widoczny fragment, obiegającej budynki hal od północy, niezachowanej linii tramwajowej w ciągu ulic: Wolska–Chłodna–plac Mirowski–plac Żelaznej Bramy
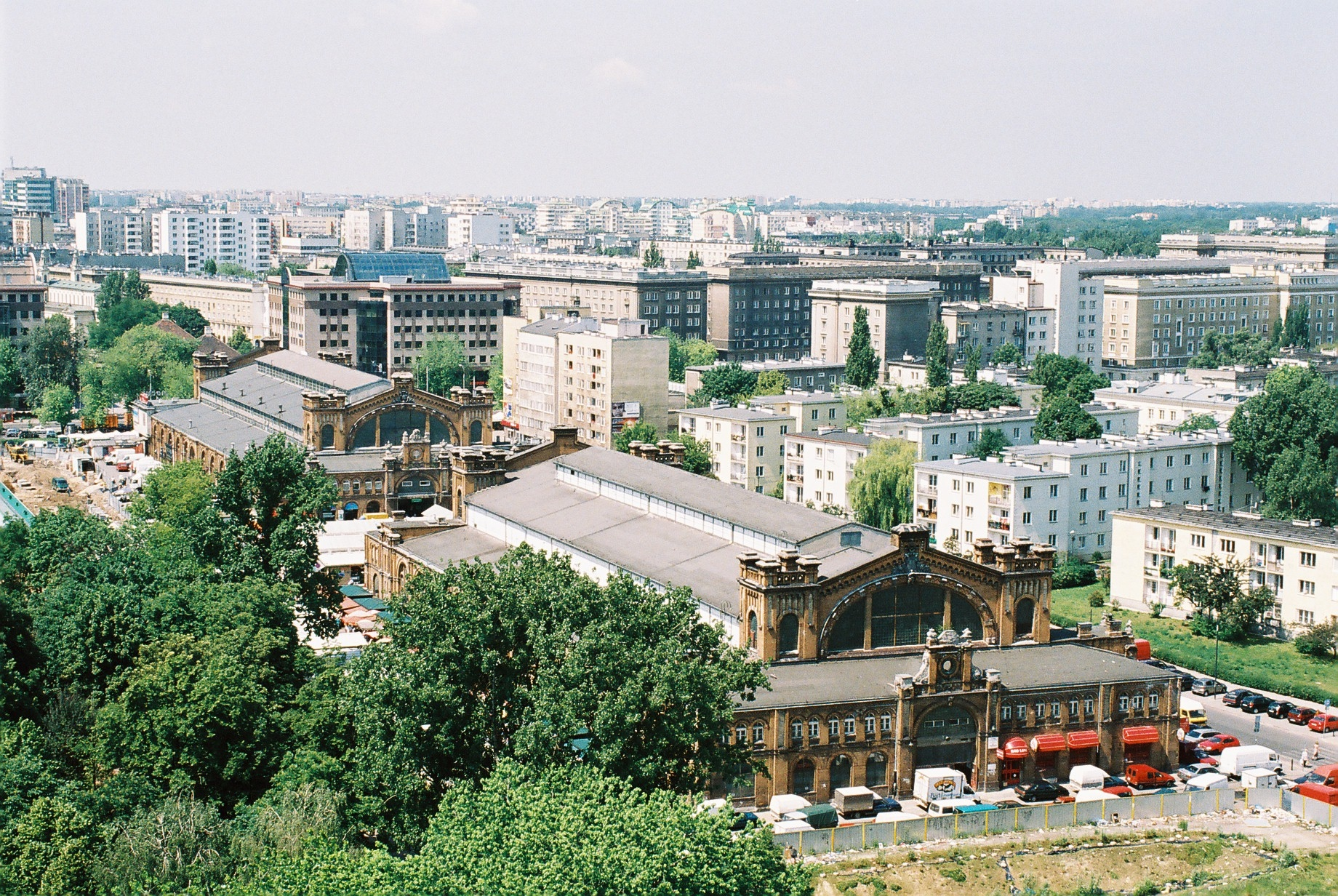
Kompleks hal w 2005, na pierwszym planie Hala Gwardii, na drugim Hala Mirowska
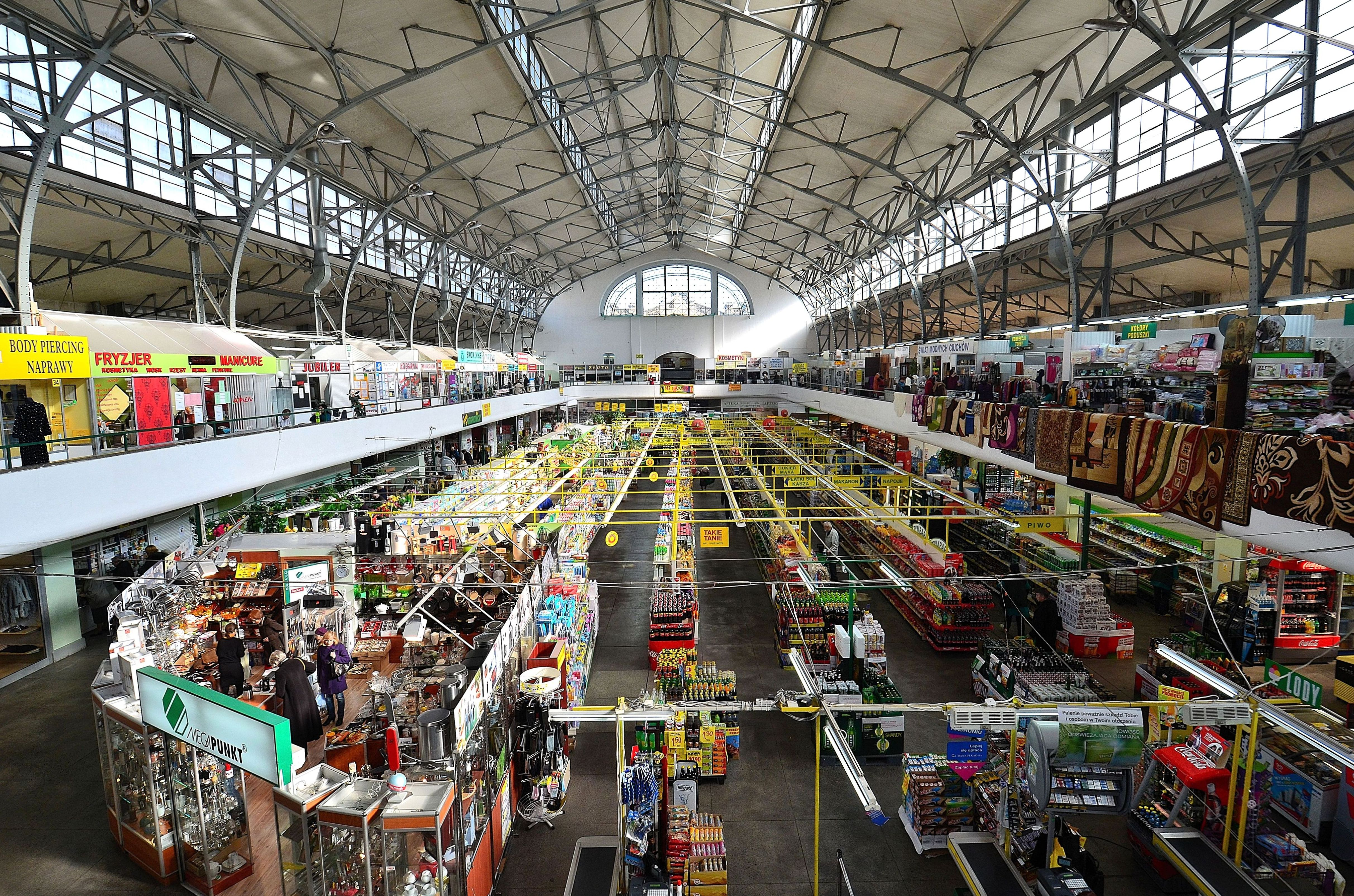
Wnętrze Hali Mirowskiej
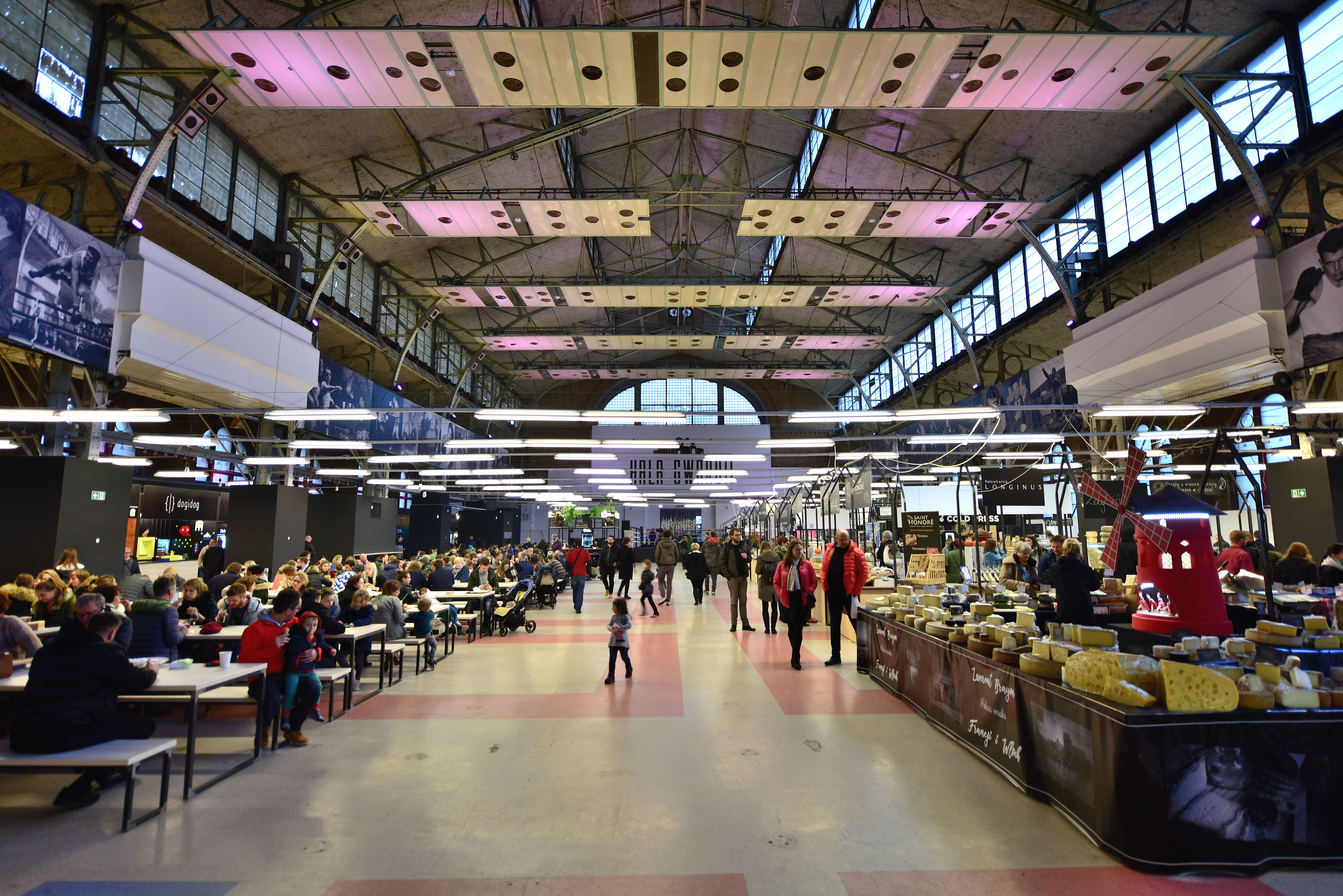
Wnętrze Hali Gwardii